# Nung cảm ứng
Nung cảm ứng là quá trình nung nóng hợp kim hay kim loại dựa trên nguyên tắc cảm ứng điện từ. Nung cảm ứng thường được thực hiện bởi các lò tần số.

## Nguyên lý

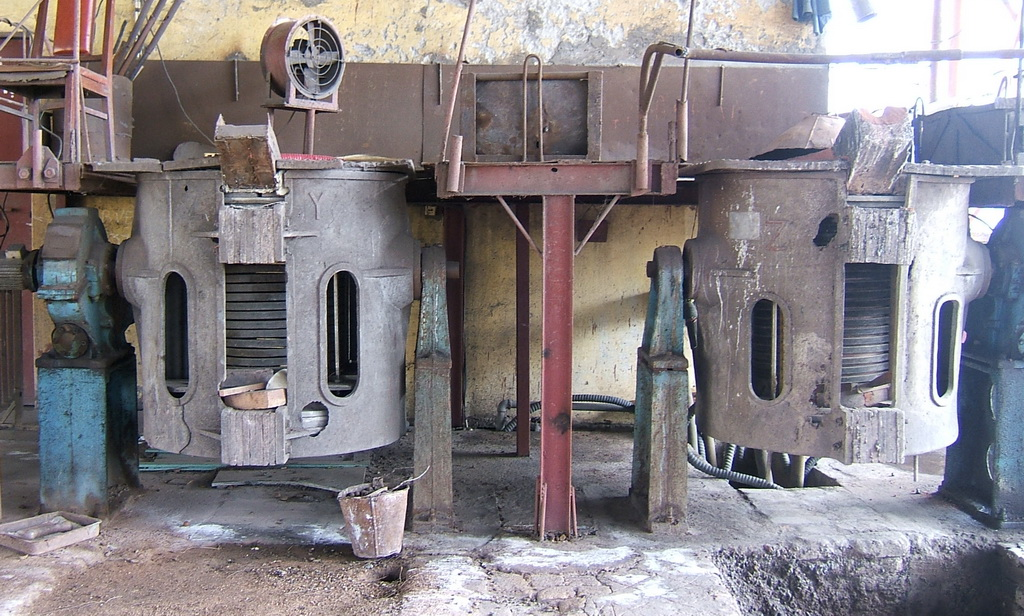
Hai lò trung tần cỡ nhỏ sử dụng nung chảy kim loại trong xưởng đúc quy mô vừa

Khi một vật dẫn có dòng điện xoay chiều chạy qua xung quanh nó sẽ xuất hiện từ trường biến thiên. Nếu đặt trong từ trường này một chi tiết kim loại hay hợp kim thì do sự biến thiên của từ trường sẽ sinh ra một suất điện động cảm ứng và trong kim loại sẽ xuất hiện một dòng điện có cùng tần số đèn cảm ứng.
Khi dùng dòng điện có tần số rất cao (tới hàng ngàn đến chục ngàn héc (Hz)) thì dòng điện trong vật kim loại cũng sẽ có tần số cao tương ứng, do đó phát sinh nhiệt và kim loại được nung nóng.
Dòng điện cảm ứng xuất hiện và phân bố lớn nhất ở bề mặt lớp kim loại nên sự phát sinh nhiệt sẽ xuất hiện ở phần bên ngoài của chi tiết kim loại. Như vậy nhiệt độ vật kim loại sẽ nóng mạnh nhất từ ngoài và giảm dần vào phía trong, do đó nung cảm ứng ở các lò tần số thường được sử dụng cho việc tôi bề mặt.